# Galela abdominalis
Galela abdominalis är en insektsart som beskrevs av William Lucas Distant 1906. Galela abdominalis ingår i släktet Galela och familjen lyktstritar. Inga underarter finns listade i Catalogue of Life.